# Piers Morgan
Piers Stefan Pughe-Morgan (họ cũ: O'Meara; sinh ngày 30/3/1965) là nam MC, nhà báo người Anh Quốc. Ông hiện đang làm MC tại chương trình Good Morning Britain.